# Садовый, Евгений Викторович
Евге́ний Ви́кторович Садо́вый (род. 19 января 1973 года, Волжский, Волгоградская область, РСФСР, СССР) — советский и российский пловец, специалист в плавании вольным стилем. Трёхкратный олимпийский чемпион, четырёхкратный чемпион Европы. Заслуженный мастер спорта СССР (1992). Экс-рекордсмен мира.

## Биография
Родился 19 января 1973 года в городе Волжском (Волгоградская область). Отец — спортсмен-футболист. Родители разошлись, когда Евгению было 4 года. Поскольку мать была занята работой, рос на руках бабушки.
В 1996 году с отличием окончил Волгоградское училище олимпийского резерва, затем Волгоградский государственный институт физической культуры.

## Спортивная карьера

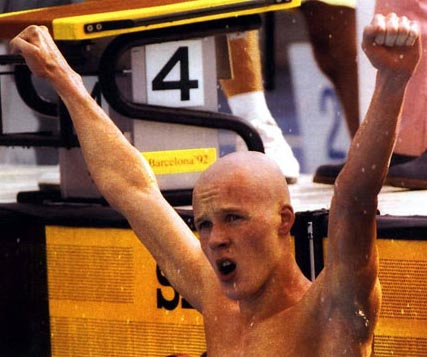
Евгений Садовый на Олимпийских играх 1992

Начал заниматься плаванием в возрасте 8 лет, а в 1981 году его семья переехала в Волгоград. Плаванием занимался в группе у тренера Александра Иванова, однако успехов не добивался.
В 1988 группа Иванова распалась, а Садовый попал к тренеру Виктору Авдиенко. Первым большим международным стартом на взрослом уровне для него стал чемпионат Европы 1991 года в Афинах, где 18-летний спортсмен дебютировал успешно, завоевав две золотые медали на дистанции 400 метров вольным стилем и в составе эстафеты 4×200 метров вольным стилем.
Звёздным часом спортсмена стали Олимпийские игры в Барселоне в 1992 году, где он выступал за Объединённую команду. Садовый стал сильнейшим пловцом Игр, наряду с Кристиной Эгерсеги и Николь Хейслетт завоевав три золотые медали — на дистанциях 200 и 400 метров, а также в эстафете 4×200 метров. Спортсмен установил на Играх мировой рекорд на 400-метровке, побив предыдущее достижение австралийца Кирена Перкинса на 1,47 секунды и опередив на дистанции самого бывшего рекордсмена. Ещё один мировой рекорд установила эстафета Объединённой команды. На двухсотметровке Садовому не хватило всего одной сотой секунды, чтобы побить мировой рекорд итальянца Джорджо Ламберти. В 1992 году Садовому было присвоено звание «Лучший спортсмен года России»
Три медали, в том числе две золотые, принёс Садовому и европейский чемпионат в Шеффилде в следующем году.
В сентябре 1996 года из-за проблем со здоровьем Садовый объявил о завершении карьеры в возрасте всего 23 лет.

## После окончания спортивной карьеры
С сентября 1996 года начал работать тренером в спортивном клубе по плаванию «Волга», в 1998 году ему была присвоена высшая тренерская категория. Работая ассистентом у заслуженного тренера СССР и России В. Б. Авдиенко, участвовал в подготовке членов сборной команды России по плаванию: Сергея Остапчука, мастера спорта международного класса, серебряного призёра юношеского чемпионата Европы (1993), участника Олимпийских игр в Сиднее (2000), Екатерины Кибало, мастера спорта международного класса, бронзового призёра чемпионата Европы (1999), неоднократного чемпиона России, и других.
Тренировал сборную Ливии по плаванию.

## Спортивные достижения
- ЧЕ 1991, Афины: золото 400 м вс и в эстафете 4×200 м вс;
- ОИ 1992, Барселона: золото 200 и 400 м вс, золото в эстафете 4×200 м вс;
- ЧЕ 1993, Шеффилд: золото в эстафете 4×100 и 4×200 м вс, серебро 200 м вс, 5 место 400 м вс.

Лучшие результаты в 1991 году: 200м — 1.48,83; 400м — 3.49,02. На олимпиаде 1992: 200 м в/с — 1.46,70 (дважды превзошёл олимпийский рекорд). Результат в предварительном заплыве — 1 46,74). 400 м в/с −3.45,00 (рекорд мира). Эстафета 4×200 м в/с −7.11,95 (рекорд мира)

## Награды
- Орден Почёта (6 января 1997 года) — за заслуги перед государством и высокие спортивные достижения на XXVI летних Олимпийских играх 1996 года[6]
- Благодарность Президента Российской Федерации (26 октября 2023 года) — за вклад в развитие физической культуры и спорта, многолетнюю добросовестную работу[7]
- Звание «Почётный гражданин Волгоградской области» (2007 года)[8]